# Ranuccio Farnese (kardinal)
Ranuccio Farnese, född 11 augusti g.s. 1530 i Valentano, död 29 oktober g.s. 1565 i Parma, var en italiensk kardinal inom den romersk-katolska kyrkan. Han utsågs till kardinal vid 15 års ålder av sin farfar Paulus III och till ärkepräst av San Giovanni in Laterano vid sexton års ålder.
Farnese var son till Pierluigi Farnese och Gerolama Orsini. 